# Абаковський Валеріан Іванович
Валеріан Іванович Абаковський (5 жовтня 1895, Рига, Російська імперія — 24 липня 1921, Серпухов, Росія) — латвійський та російський інженер-винахідник, автор проекту першого в Росії аеровагона.
Працював шофером в Тамбовському НК, у вільний час займався винахідництвом. Сконструював аеровагон — моторну дрезину з авіаційним пропелером. Споживаючи незначну кількість пального, вагон розвивав велику швидкість.
Загинув в аварії аеровагона під час повернення членів делегації комінтерну з Тули до Москви разом з діячами партії більшовиків та міжнародного комуністичного руху. Похований на Красній площі в Москві в братській могилі біля Спаської башти Кремля.